# 薄刃包丁
薄刃包丁（うすばぼうちょう）は、日本の伝統的な野菜用包丁である。薄刃包丁はその名のとおり「薄い刃」を意味している。

他の和庖丁と同じく、薄刃包丁も片刃である。表が切刃となって傾斜し、刃の裏側は裏すきとなってえぐれている。薄刃包丁は直線に近い刃線が特徴であり、先端の近くが少々反っているか、ほとんど直線である。また、峰から刃までの刃幅が広く、まな板の上で刻み物をするときに大きくストロークを取りやすい。右利き用と左利き用がある。
関東のものは方形で、切っ先が尖っておらず四角くなっている。関西のものは鎌形と呼ばれ、先端の峰側が円弧状になっており、切っ先が尖っており、細かい作業ができる。
固い野菜を砕くことなく切るために他の刃物と比較して薄い。片刃の刃物で切るとより薄く切ることができる。
薄刃包丁は京都の料理人に特に人気であり、彼らは鎌型の薄刃包丁を多くの作業に使用する。京都は陸地に囲まれており、東京の料理人に比べ野菜を使うことが多く、このため薄刃包丁が京都の料理人の道具の真髄になっている。
しかし一般的には野菜を切るためや、桂剥きのような特殊な用途に使われる程度である。

## 菜切包丁
薄刃包丁と違い両刃であり、家庭での使用に向いたものである。関西型と関東型があり、アゴが角ばっているか丸いかの違いがある。

両刃のため、薄刃包丁に比べると刃先の鋭さでは劣るが、利き手を選ばず汎用性が高い。また厚みは薄いので軽い。薄刃包丁と同じように野菜を切るために使われるが、細かい加工は薄刃包丁のほうが得意である。